# José-Miguel Ullán
José-Miguel Ullán (Villarino de los Aires, 30 ottobre 1944 – Madrid, 23 maggio 2009) è stato un poeta e scrittore spagnolo.
Studiò a Salamanca e Madrid. Durante l'ultimo decennio della dittatura franchista, visse esiliato in Francia. (1966-1976), seguì i corsi di Pierre Vilar, Roland Barthes e Lucien Goldmann nella École pratique des hautes études (Parigi). Nel momento della sua dipartita risiedeva a Madrid.
Quasi tutta l'opera poetica di questo autore è raccolta nel volume Ondulaciones (Poesía reunida, 1968-2007), che dà conto di un'attiva capacità di cambiamento e di una volontà continua di rischio, mentre mostra al contempo in che modo le poesie tessono la loro unità, la rete delle loro connessioni lungo l'arco di quattro decenni di scrittura. Ullán ha collaborato spesso con artisti visivi (Miró, Chillida, Tàpies, Saura) e compositori (Luis de Pablo, Luca Mosca).
Ha curato la collana Poesía Cátedra ed è stato direttore editoriale di Ave del Paraíso.
Ha diretto a Parigi le trasmissioni in lingua spagnola di France Culture, curando personalmente diversi programmi culturali radiotelevisivi; è stato inoltre vicedirettore di Diario 16, per il quale ha creato il supplemento “Culturas”, ed inoltre editorialista del quotidiano El País.
Tra i suoi libri sull'arte, spicca Tàpies, ostinato. La sua poesia è stata tradotta in arabo, francese, inglese e tedesco.
In Italia la sua unica pubblicazione è per la casa editrice napoletana Ad est dell'equatore con cui ha edito il volume Raffiche.

## Opere

### Poesia
- El jornal, con epilogo di Carlos Lerena, Salamanca, Vitor, 1965.
- Amor peninsular, Barcelona, El Bardo, 1965.
- Un Humano Poder, Barcelona, El Bardo, 1966.
- Antología salvaje, con prologo di José Ángel Valente, Las Palmas de Gran Canaria, Hoy por hoy, 1970. Include El jornal e Amor peninsular, tre poemi di Un Humano Poder, ventuno di Maniluvios.
- Cierra los ojos y abre la boca, Las Palmas de Gran Canaria, Inventarios Provisionales, 1970.
- Mortaja, México, ERA, 1970.
- Maniluvios, Barcelona, El Bardo, 1972.
- Frases, Madrid, Taller de Ediciones JB, 1975.
- De un caminante enfermo que se enamoró donde fue hospedado, Madrid, Visor, 1976.
- Alarma, Madrid, Trece de Nieve, 1976.
- Soldadesca, con illustrazioni di Enrique Brinkmann, Eduardo Chillida, Alfonso Fraile, Luis Gordillo, Pablo Palazuelo, Francisco Peinado, Matías Quetglas, Vicente Rojo, Antonio Saura, Eusebio Sempere, Antoni Tàpies y Fernando Zóbel, Valencia, Pre-Textos, 1979.
- Manchas nombradas, con prologo di Antonio Saura, Madrid, Editora Nacional, 1984.
- Rumor de Tánger, Madrid, Cuadernillos de Madrid, 1985.
- Favorables Cancún Poema seguito da La dictadura del jaykú, Madrid, Ave del Paraíso, 1993.
- Visto y no visto, Madrid, Ave del Paraíso, 1993.
- Razón de nadie, Madrid, Ave del Paraíso, 1994.
- Ardicia (Antología poética, 1964-1994), edizione di Miguel Casado, Madrid, col. Letras Hispánicas, Cátedra, Madrid, 1994.
- Tardes de lluvia / Animales impuros, con illustrazioni di Vicente Rojo e José Luis Cuevas, prologo di Eduardo Milán, México, La Giganta, 1995.
- Testículo del Anticristo, Madrid, col. Biblioteca de Alejandría, Galería Estampa, 1995. Edizione limitata.
- Órganos dispersos, Lanzarote, col. Péñola Blanca, Fundación César Manrique, 2000.
- Ni mu, Velliza (Valladolid), El Gato Gris, 2002. Edición limitada.
- Con todas las letras, col. Plástica & Palabra, Universidad de León, León, 2003.
- Amo de llaves, Madrid, Losada, 2004.
- De madrugada, entre la sombra, el viento, México, Calamus, 2007. Include Visto y no visto e Razón de nadie.
- Ondulaciones (Poesía reunida 1968-2007), con prologo di Miguel Casado. Galaxia Gutenberg / Círculo de Lectores. Barcelona. 2008.
- Raffiche, Napoli, ad est dell'equatore. 2009.

### Libri di poesia con pittori
- Adoptio in fratrem, armadio in collaborazione con Antonio Saura, París, Editions Maeght, 1976.
- Alarma, con serigrafia di Eusebio Sempere, Madrid, Rayuela, 1976. Integrato alla serie del Funeral mal.
- Experiencias de amor de don Juan de Tassis, conde de Villamediana y correo mayor de Su Majestad, con registrazioni di Enrique Brinkmann, Madrid, col. Espacio, Rayuela, 1977.
- Bethel, con registrazioni di José Hernández, Valladolid, Marzales, 1977. Inclusa in Manchas nombradas.
- Responsos, con serigrafías de Antonio Saura, Cuenca, Antojos, 1978. Inclusa in Manchas nombradas.
- Doble filo, con registrazioni di Matías Quetglas, Madrid, Galería Estampa, 1982. Inclusa in Manchas nombradas.
- Funeral mal, París, RLD, 1978-1985. Collezione dei seguenti libri:
- ADORACIÓN, con registrazioni di Eduardo Chillida, traduzione di Marguerite Duras, 1978.
- ARDICIA, con registrazioni di Pablo Palazuelo, traduzione di Florence Delay y Jacques Roubaud, 1978.
- ACORDE, con registrazioni di Vicente Rojo, traduzione di Florence Delay y Jacques Roubaud, 1978.
- ASEDIO, con registrazioni di Antonio Saura, 1980.
- ANULAR, con registrazioni di Antoni Tàpies, traduzione di Claude Esteban, 1981.
- ALMARIO, con registrazioni di Joan Miró, 1985.
- Tardes de lluvia, con registrazioni e serigrafie di Vicente Rojo, México, Intaglio, 1990. Inclusa in *Visto y no visto.
- Animales impuros, con registrazioni di José Luis Cuevas, México, Intaglio, 1992. Inclusa in Razón de nadie.
- Alfil, con registrazioni di José María Sicilia, Madrid, Galería Soledad Lorenzo, 1992.
- El desvelo, con disegni e una registrazione di Antoni Tàpies, Madrid, Ave del Paraíso, 1995.
- Si hay que tener, con registrazioni di Denis Long, Madrid, D. L., 1996.
- Sentido del deber, con disegni e una registrazione di José Manuel Broto, Madrid, Ave del Paraíso, 1996.

### Arti plastiche
- Las soledades de Francisco Peinado, Madrid, Rayuela, 1977.
- Abecedario en Brinkmann, Madrid, Rayuela, 1977.
- Zóbel / Acuarelas, Madrid, Rayuela, 1978. Se incluye en Manchas nombradas.
- Tàpies, ostinato, Madrid, Ave del Paraíso, 2000.
- Volcanes construidos, con serigrafías de Vicente Rojo, México, Galería López Quiroga, 2007.

### Articoli
- Como lo oyes (Articulaciones), Colección Crítica, Dossoles, Burgos, 2005.

### Azioni poetiche
- Parábola, omaggio a León Felipe, Casa del Lago, México, 1975.
- Bodegón, omaggio a Juan Gris, Galería Theo, Madrid, 1977.
- Novela rosa, Puente Cultural, Madrid, 1977.
- Perrería, omaggio a Augusto Monterroso, I.C. I., Madrid, 1991.
- No me preguntes cómo llegué hasta aquí, omaggio a Manuel Padorno, Círculo de Bellas Artes, Madrid, 2003.
- Escalera primera, Centro Cultural de España en México, México, 2005.

### Opere con compositori
- Torneo, musica di Carlos Pellegrino, C. N.R.S., París, 1974.
- Pocket Zarzuela, musica di Luis de Pablo, Madrid, 1978.
- Relámpagos, musica di Luis de Pablo, Madrid, 1996.
- Circe de España, musica di Luis de Pablo, Sermoneta, 2006.
- Trío de doses, musica di Luis de Pablo, Napoli, 2008.
- Entre la sombra, musica di Luca Mosca, Napoli, 2008.

### Traduzioni
- Transparencia del tiempo, di Edmond Jabès, con serigrafie di Eusebio Sempere, Marzales, Valladolid, 1977.
- Una apariencia de tragaluz, Jacques Dupin, Poesía / Cátedra, Madrid, 1982.

### Prefazioni a libri
- De la luminosa opacidad de los signos, in Noventa y nueve poemas, di José Ángel Valente, Alianza Editorial, 1981.
- Revelaciones, in Torres de Dios: Poetas, di Juan Larrea, Editora Nacional, 1983.
- Tampoco quiero engañarlos, in Cuentos, Fábulas y Lo demás es silencio, di Augusto Monterroso, Alfaguara, México, 1996.
- Tortuga busca tigre, preliminare a Obra Poética completa, di César Moro, Colección Archivos, Madrid, 2005.

## Opere plastiche
- Agrafismos. Escuela de Arte de Mérida-Instituto Cervantes: 2008.
- "Agrafismos", Instituto Cervantes de Viena, Schwarzenbergplatz 2, 1010 Wien, 16.02.-17.03.2009